# Windischer Bauernkrieg

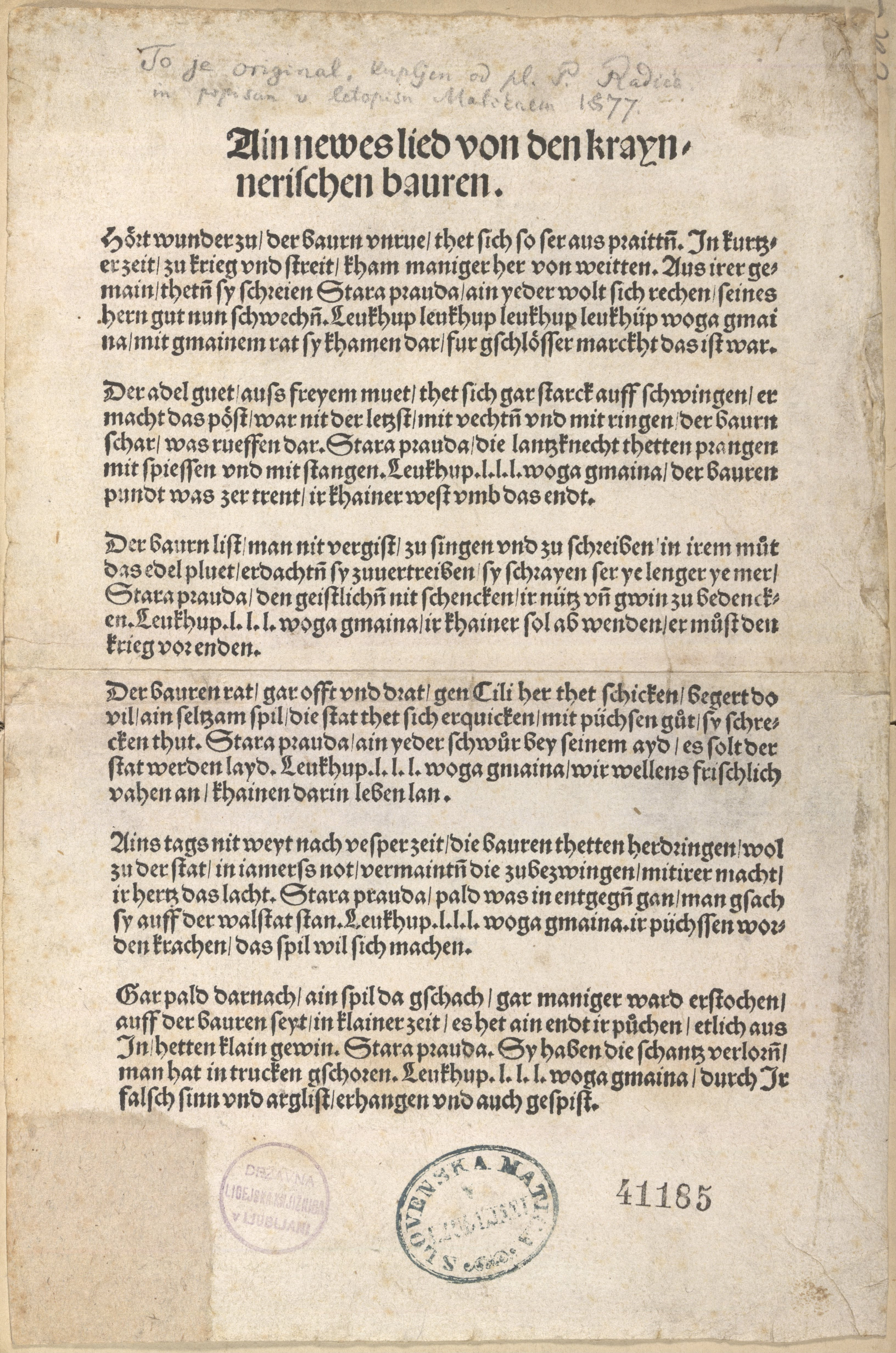
Ain newes lied von den kraynnerischen bauren: Schmählied von 1515, verlegt bei Singriener; slowenische Einsprengsel

Der Windische Bauernkrieg ist die Bezeichnung für einen Bauernaufstand in der Krain, Steiermark und in Kärnten im Jahr 1515. Hinsichtlich seiner Ausdehnung (ca. 25.000 km²), seiner Dauer (fünf Monate) und der Anzahl der Teilnehmer (auf seinem Höhepunkt 80.000) war er der größte Bauernaufstand im Gebiet des heutigen Slowenien.

## Namenserklärung
Das heute missverständliche bzw. pejorativ verwendete Wort Windisch war die bis in das 19. Jh. vorherrschende Bezeichnung für die Alpenslawen und die aus ihnen hervorgegangenen Slowenen.

## Gründe
Der wichtigste Grund auch für den Windischen Bauernkrieg war die ökonomische Not der Bauern. Diese war durch die Angriffe der Türken und Ungarn bedingt: Zwischen 1473 und 1483 hatte Kärnten unter fünf und Krain in der Zeit von 1469 bis 1499 unter mindestens 22 Türkeneinfällen zu leiden. Zwischen 1480 und 1490 führten die Ungarn Krieg gegen Kärnten und besetzten große Teile des Landes. Gleichzeitig trieb die Obrigkeit immer höhere „Türkensteuern“ ein. Diese Belastungen wurden mit den für die Türkenabwehr notwendigen Ausgaben (insbesondere für Befestigungsarbeiten) begründet. Freilich konnte der Adel zur Erbitterung der Untertanen seine Schutzaufgabe nur unzureichend erfüllen.

## Vorgeschichte
Dem Windischen Bauernkrieg war in Kärnten bereits der Kärntner Bauernaufstand (1478) vorausgegangen. Im März 1515 erhoben sich die Gottscheer Bauern gegen ihren Grundherrn, Jörg von Thurn (Jurij Turn), der seit 1507 Graf der Gottschee war. Sie erschlugen Thurn und dessen verhassten Pfleger Georg Stersen (Jurij Stržen).
Nach vergeblichen Verhandlungen in dieser Angelegenheit in der zwischen März und April zwischen den Aufständischen einerseits und der Wiener Zentralregierung sowie dem Kaiser Maximilian I andererseits, kam es zu Kampfhandlungen.

## Verlauf

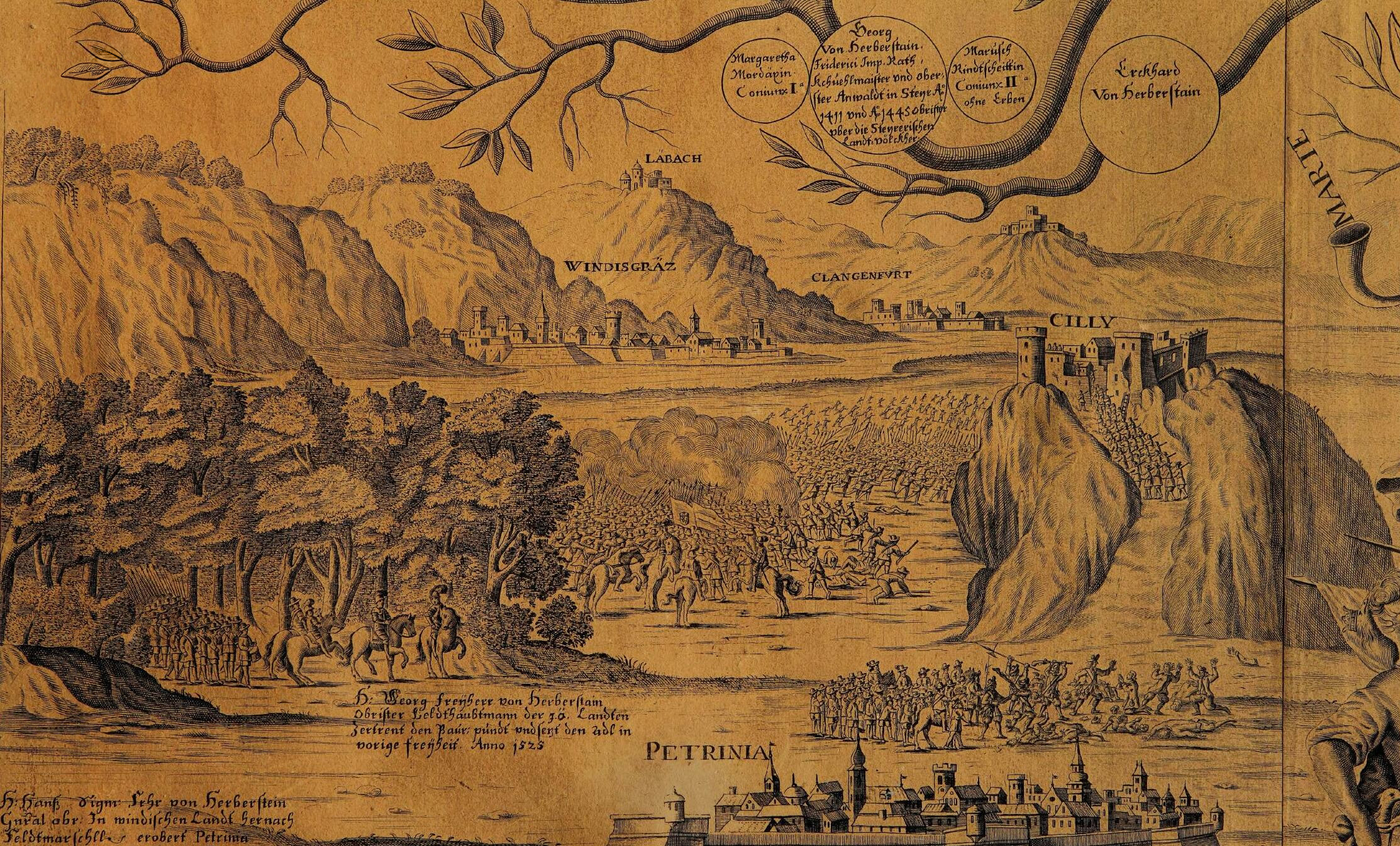
Die Schlacht von Celje im Windischen Bauernkrieg 1515 (Stammbaum Heberstein 1715)

Der Aufstand breitete sich von der Krain aus bis in die Untersteiermark und nach Unterkärnten.
Den Aufständischen gelang es, zahlreiche Burgen einzunehmen oder zu zerstören, so unter anderem Schloss Polhov Gradec, Burg Maichau in Podgrad, Schloss Turn am Hard bei Krško, Burg Ruckenstein und Burg Sawenstein (beide in Gemeinde Sevnica), Burg Liebegg (Gemeinde Litija). Der Adel musste sich in einige große Städte (Laibach, Stein, Marburg, Cilli) zurückziehen.
Mit Hilfe eines Söldnerheers und Unterstützung durch das kaiserliche Heer wurde der Aufstand im August 1515 niedergeschlagen. Größere Gefechte gab es bei Gonobitz (heute Slovenske Konjice) und Cilli (heute Celje).

## Folgen
Die Führer des Aufstandes wurden hingerichtet, allein in Graz 161 Menschen. Zur Beseitigung der Schäden wurden den Bauern zusätzliche Steuern und Arbeitspflichten auferlegt.
Der Windische Bauernkrieg wird auch heute noch in Diskussionen um die Entwicklung des Nationalgefühls der Slowenen bemüht.